# Russell Henry Manners
Russell Henry Manners (31 de enero de 1800 – 9 de mayo de 1870) fue un almirante de la Marina Real Británica, último presidente de la Real Sociedad Astronómica.

## Biografía
Manners nació en Londres, hijo único del miembro del parlamento Russell Manners. En 1813 ingresó en la Real Universidad Naval, y en 1816 inició su carrera en la Marina Real Británica. Primero sirvió en el buque Minden, y en 1818 ocupó el cargo de alférez de fragata en el Orlando. Tras servir en el Malabar, en el Spartanus, y en el Pyramus, fue nombrado teniente del Tyne. Continuó en servicio en el mar hasta 1827, cuando obtuvo el mando del Britomart.
El 4 de marzo de 1829 obtuvo un puesto de rango. Desde este momento, dedicó gran parte de su atención a intereses científicos. Se casó en 1834 con Louisa Jane, hija del Conde de Noé, un noble francés. La pareja tendría dos hijos y una hija.
Fue elegido miembro de la Real Sociedad Astronómica en 1836, interviniendo en labores administrativas dentro de la sociedad. Sirvió como secretario honorario entre 1848 y 1858, siendo intermitentemente presidente de la sociedad, puesto para el que resultó elegido en 1868.
También continuó su carrera en la Marina Real. En 1849 se retiró del servicio activo, siendo nombrado contralmirante en 1855, vicealmirante en 1862, y almirante en 1865.

## Eponimia
- El cráter lunar Manners lleva este nombre en su memoria.[1]